# Serapias neglecta
Serapias neglecta De Not., 1848 è una pianta appartenente alla famiglia delle Orchidacee, diffusa in Italia e Francia.

## Descrizione
È una pianta erbacea geofita bulbosa con fusto alto 15–30 cm.
L'apparato radicale è costituito da due rizotuberi ovoidali, uno sessile e l'altro peduncolato.
Le foglie, lanceolate, di colore verde-azzurrognolo, si trasformano gradatamente verso l'apice del fusto in brattee verdastre con sfumature rosso-violacee.
I fiori, da 3 a 8, sono riuniti in una infiorescenze breve e compatta.
I sepali, ovato-lanceolati, e i petali, con base larga ed apice filiforme, formano un casco di colore grigio-argenteo, con nervature rosse. Il labello è bipartito in un ipochilo di colore rosso-bruno, racchiuso solo in parte dal casco tepalico, con due callosità basali lucide, nettamente divergenti, ed un epichilo largo (20–30 mm x 12–23 mm), cuoriforme, di colore variabile da ocra a rosso salmone, con una densa peluria biancastra. Il ginostemio è giallo-rossiccio e i pollinii verde-olivastro.
Fiorisce da aprile a maggio.

## Biologia
Come la maggior parte delle specie di Serapias si riproduce per impollinazione entomofila grazie all'opera degli insetti pronubi cui offre riparo all'interno del casco tepalico.

## Distribuzione e habitat
L'areale di questa specie è circoscritto alla Francia sud-orientale (Provenza), alla Corsica e alla fascia tirrenica di Liguria e Toscana; rara in Piemonte ed Emilia-Romagna.
Cresce in prati magri freschi, uliveti, noccioleti, da 0 a 600 m di altitudine.

## Tassonomia
La specie appartiene al gruppo Serapias vomeracea (sezione Bilamellaria).
Il numero cromosomico di Serapias neglecta è 2n=36.

### Ibridi
Serapias neglecta può dare vita ad ibridi con altre specie di Serapias tra cui:
- Serapias × albertii E.G.Camus (1892) (ibrido di S.neglecta × S. vomeracea)
- Serapias × godferyi A. Camus (1926) (S. cordigera × S.neglecta)
- Serapias × meridionalis E.G. Camus (1892) (S. lingua × S.neglecta)

Sono stati inoltre descritti ibridi intergenerici con il genere Anacamptis:
- × Serapicamptis bevilacquae (Penz.) J.M.H.Shaw, 2005 (A. morio × S. neglecta)
- × Serapicamptis mutata (E.G.Camus) J.M.H.Shaw, 2005 (A. palustris × S. neglecta)
- × Serapicamptis pisanensis (Godfery) J.M.H.Shaw, 2005 (A. laxiflora × S. neglecta)
- × Serapicamptis triloba (Viv.) J.M.H.Shaw, 2005 (A. papilionacea × S. neglecta)

### Specie simili
La forma del labello ricorda quella di S. cordigera da cui si differenzia per la colorazione più chiara e per l'ipochilo solo parzialmente ricoperto dal casco tepalico.